# Joseph Chabord
Pour le général français, voir Rémy Alphonse Chabord.
Joseph Chabord, né le 5 août 1783 à Chambéry et mort le 4 septembre 1848 à Paris est un peintre néo-classique français.
Élève de Jean-Baptiste Regnault, son savoir-faire pour la peinture d’histoire, 
mythologique et religieuse est reconnu comme l'un des plus influents de son temps. Il a peint notamment le Napoléon sur le champ de bataille de Wagram (1810, musée napoléonien de Rome). Le château de Versailles conserve quelques-unes de ces œuvres dont La Mort de Turenne (1810) et le portrait du Comte de Bourmont, Maréchal de France.
En 1814, il exécuta pour la ville d'Odessa un tableau allégorique : La Paix et, pour l'Angleterre : Le Sacre de Charles X. Deux portraits équestres de Napoléon Ier furent peints par Chabord, l'un pour la ville de Gap, l'autre pour la ville de Francfort ; tous deux ont été gravés par Jacques Marchand. Pendant sa carrière d'artiste, il était également le premier peintre de personnes influentes de l'époque comme le grand-duc de Francfort, la duchesse douairière d'Orléans et la duchesse de Bourbon. En outre, il travailla pour le prince de Talleyrand.

## Biographie

### Formation
Joseph Chabord naît le 5 août 1783 à Chambéry.
Il fréquente l’école de dessin de Chambéry à l’époque plus tardive de la première annexion de la Savoie à la France, de la fin de l’an V (novembre 1796) à la fin de l’an VII (septembre 1798) où son nom apparaît parmi les lauréats de l’École centrale. Il figure en l’an VII sur la liste des élèves de la classe de mathématiques, mais n’apparaît plus sur celle de dessin. Les procès-verbaux des examens du 25 thermidor an V (12 août 1797) mentionnent qu’il y fut un élève, devançant tous ses condisciples et remportant le premier prix pour ses académies. Dans son compte rendu, Grinjet loue « la grande vivacité de cet élève, […] la prestesse de son crayon et les étincelles de génie qui commencent à percer en lui ». Les examens de l’an VI (1798) confirment ses dispositions par un premier prix de la figure.

### L'apprentissage par Jean-Baptiste Regnault

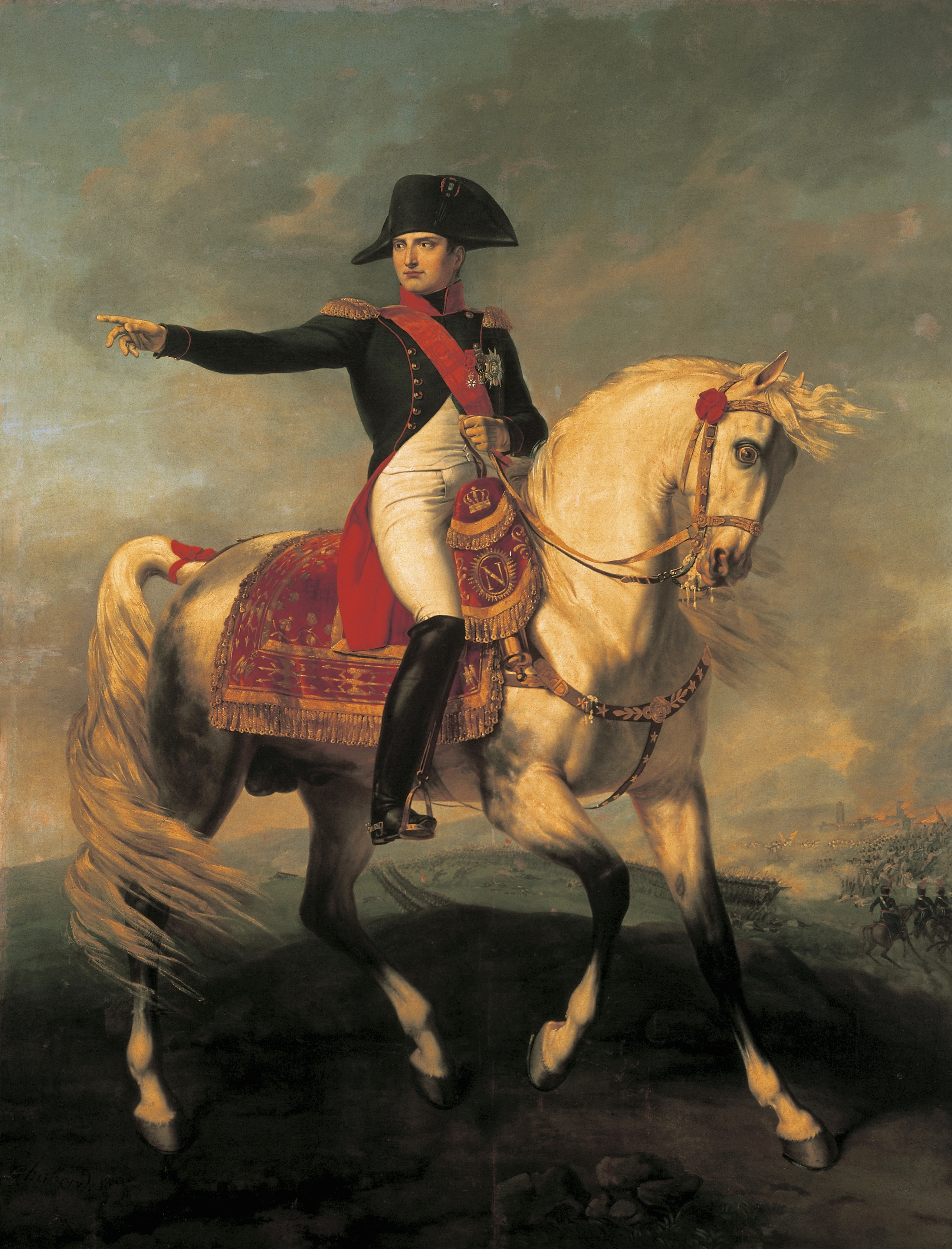
Napoléon sur le champ de bataille de Wagram (1810), musée napoléonien de Rome.

Ensuite, Joseph Chabord suit les cours du peintre néoclassique Jean-Baptiste Regnault à l'École des beaux-arts de Paris. Comme son maître, certains de ses sujets sont empruntés à l’histoire contemporaine, tels que La Mort de Turenne (1810, Colmar, musée d'Unterlinden) et le célèbre portrait de Napoléon sur le champ de bataille de Wagram (1810, musée napoléonien de Rome) dans lequel l’empereur est représenté dans la posture de la statue de Marc Aurèle sur un cheval gris clair dominant le plateau de Wagram. La majesté du groupe équestre qui s’oppose aux petites silhouettes des soldats sur le fond, accroît le caractère héroïque du personnage. Le caractère commémoratif de cette peinture, qui célèbre une des dernières grandes victoires de Napoléon, se rattache probablement à une commande officielle.

### L'inspiration héroïque et biblique
Cet intérêt pour la représentation de faits héroïques, Chabord le met également au service de la Maison de Savoie en réalisant en 1834 un tableau allégorique de la Bataille de Saint-Quentin rappelant un épisode glorieux de son histoire militaire. Ce tableau fut offert par l’artiste au duc Charles-Albert qui l’agréa et le destina « à sa grande et magnifique galerie de Turin, où bientôt il doit être placé ».
L’autre source d’inspiration de Chabord est l’histoire biblique. Un nombre important de ces tableaux, se rapportant principalement à des épisodes du Nouveau Testament, sont conservés dans diverses églises de France et principalement de la région Rhône-Alpes. L’un des plus connus, exposé au Salon de 1831, est une Transfiguration donnée à la cathédrale de Troyes en 1833 par le roi Louis Philippe. Ce tableau, dans lequel la critique perçut des « réminiscences de Raphaël », fut accueilli comme l’œuvre « d’un homme de talent ».

### Notoriété
L'artiste a résidé au 38, rue de l'Arcade dans le 8e arrondissement de Paris jusqu'à la fin de sa carrière. Des témoignages écrits mentionnent que Chabord était bienveillant auprès des jeunes gens de son pays qui allaient étudier les beaux-arts à Paris. Cet artiste fut une figure remarquée dans la peinture du XIXe siècle. Comme le signale Gabet dans son Dictionnaire des artistes de l’école française au XIXe siècle, sa réputation en fit le premier peintre et pensionnaire du grand-duc de Francfort, premier peintre de la duchesse douairière d’Orléans et de la duchesse de Bourbon. La carrière qu’il fit en France, les liens qu’il dut conserver avec sa région d’origine ont permis à cet artiste d’être aujourd’hui encore présent dans la mémoire artistique.
Les 16 et 17 novembre 1848 eut lieu une vente après décès qui comportait 14 tableaux de l'artiste.

## Réception critique
« Où soit, dans cette église un tableau destiné pour l’hôpital de Lyon. Il mérite d’attirer les regards des vrais amateurs des arts. Ils verront avec plaisir les progrès toujours croissants de notre école qui doit faire revivre un jour les beaux temps de la peinture. Monsieur Chabord, jeune encore, augmente les espérances que son beau portrait avait fait concevoir de lui à la dernière exposition. [...] L’expression du samaritain est bien sensible ; les draperies en sont larges, simples et de bon goût. L’académie du jeune homme est élégante, l’anatomie en est savante et sagement expliquée. Les accessoires ne laissent rien à désirer et l’ensemble du tableau est grand et harmonieux. Mr Regnault doit être bien satisfait lorsqu’il sort de son école des élèves dont les succès rendent justice à son grand talent et à son excellente manière d’enseigner. »

— Jean-Louis Grillet, Journal de Paris, 27 octobre 1807, p. 18.

« Monsieur Chabord a exécuté pour le ministère de l’intérieur une Transfiguration, entreprise audacieuse, et dans laquelle les réminiscences de Raphaël ont dû continuellement obséder l’artiste. Le choix du sujet étant obligé, M. Chabord s’est acquitté assez honorablement de sa périlleuse mission. Une figure de disciple à genoux, et qui ébloui par la lumière qui entoure le Christ, cache sa tête dans ses mains, est traité en maître, et suffit pour indiquer que cette timide composition est l’œuvre d’un homme de talent. »

— Charles Paul Landon, Les Annales du musée, Salon de 1831, p. 191.

## Œuvres dans les collections publiques

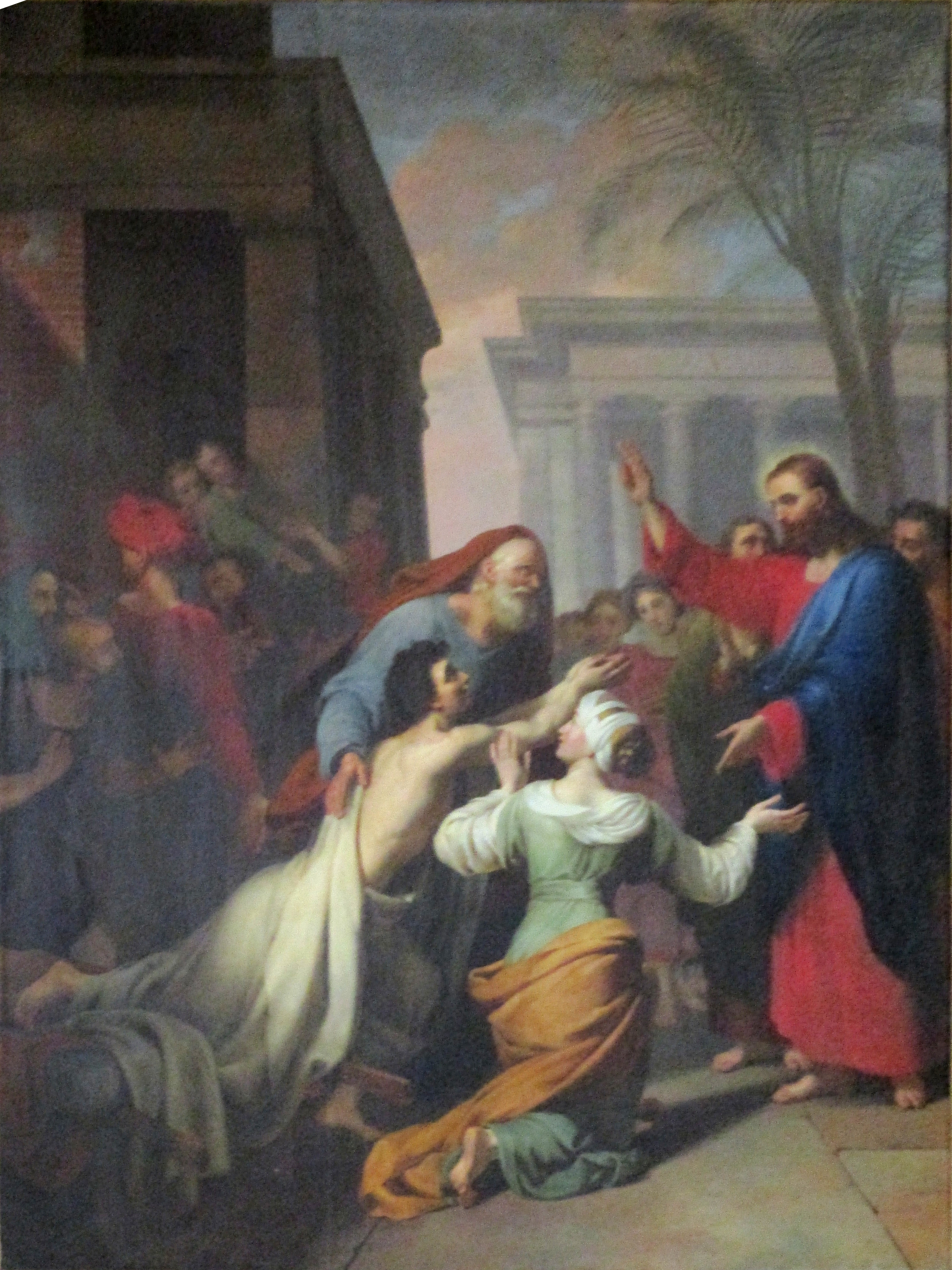
La Résurrection du fils de la veuve de Naïm, cathédrale Saint-Étienne de Sens.

### Allemagne
- Francfort-sur-le-Main :
  - musée historique de Francfort : Autoportrait de Joseph Chabord[13].
  - localisation inconnue : La Mort de Périclès, pour Charles-Théodore de Dalberg.

### France
- Chambéry : Saint François de Sales en mission dans le Chablais, commandé par l’archevêché de Chambéry.
- Ferney-Voltaire, église : Saintes Femmes au Tombeau.
- Lyon, chapelle de l'Hôtel-Dieu : Le Bon Samaritain.
- Marmande, couvent des Bénédictines : Saint Benoît ressuscitant le fils du jardinier.
- Paris[Où ?] : Le duc de Montpensier au pied de la tour du Fort Saint-Jean pour la duchesse de Bourbon, exposé en 1824.
- Sens, cathédrale Saint-Étienne : La Résurrection du fils de la veuve de Naïm[14].
- Troyes, cathédrale Saint-Pierre-et-Saint-Paul : La Transfiguration commande officielle sous Louis-Philippe Ier.
- Valençay, château de Valençay :
  - Portrait en pied d'Anne-Françoise de Rochechouart, princesse de Chalais ;
  - Portrait en pied de Marie-Victoire-Eléonore de Damas d'Antigny, mère de Talleyrand.
  - Portrait en pied de Dorothée von Biron, princesse de Courlande.
  - Portrait en pied d'Archambaud de Talleyrand-Périgord, frère cadet de Talleyrand
- Versailles, château de Versailles :
  - La Mort de Turenne, commandé pour la Maison du Roi, 1810[15] ;
  - Portrait du comte de Bourmont, maréchal de France, 1822[16].
- Vienne, cathédrale Saint-Maurice : La Mise au tombeau.

### Italie
- Rome, musée napoléonien de Rome : Napoléon sur le champ de bataille de Wagram (1810)[17].
- Vatican, Saint Jean sur l’île de Patmos, fait sur commande du pape Pie IX.

### Tchéquie
- Prague, ambassade de France, palais Buquoy : Une revue de Charles X au Champ-de-Mars, exposé en 1827, dépôt du musée du Louvre en 1929[18].

### Ukraine
- Odessa, La Paix, tableau allégorique pour la ville d’Odessa, 1814.

Œuvres de Joseph Chabord
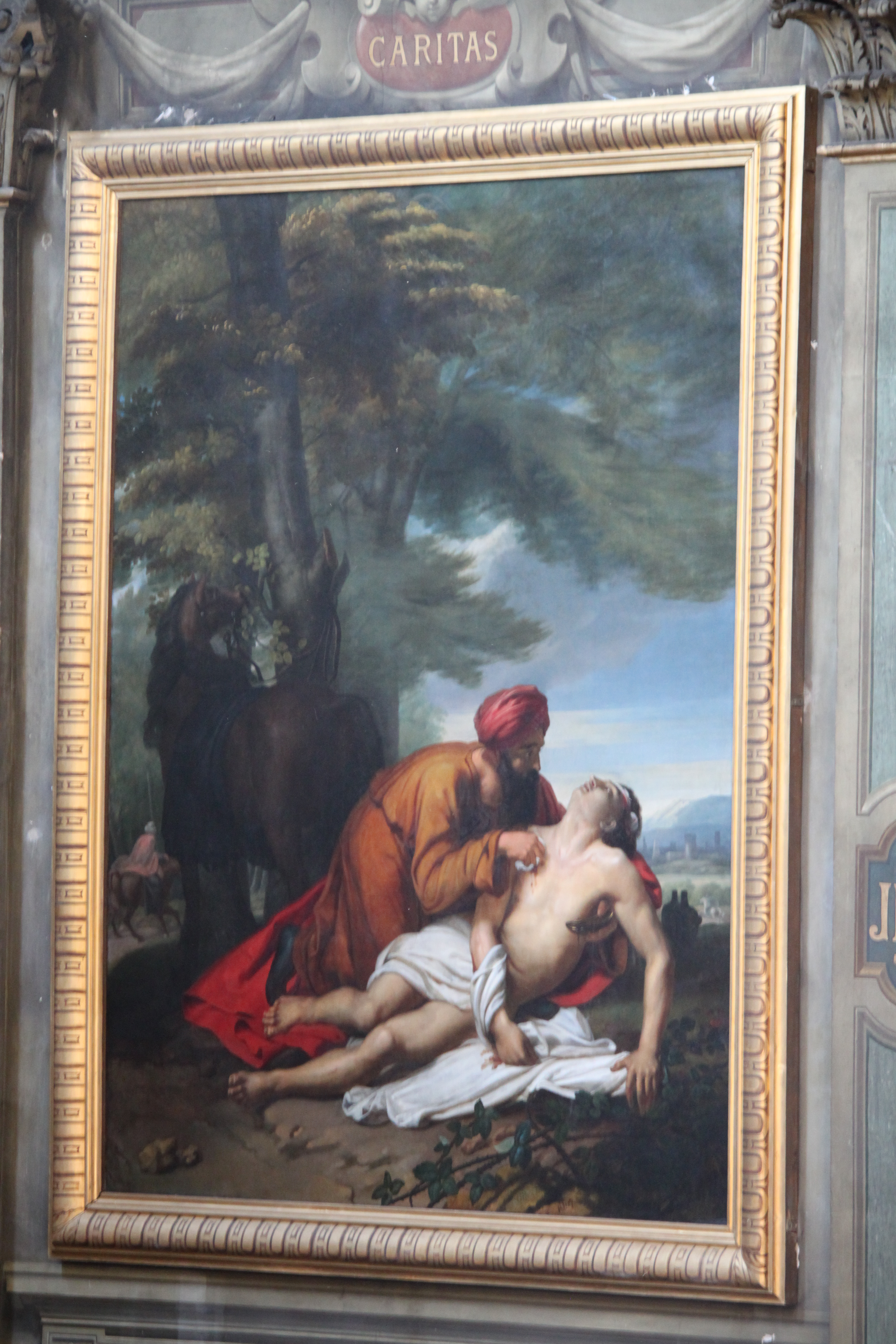
Le Bon Samaritain (1807), Lyon, chapelle de l'Hôtel-Dieu.
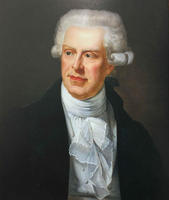
Pasquale Paoli (1820), Musée Fesch.
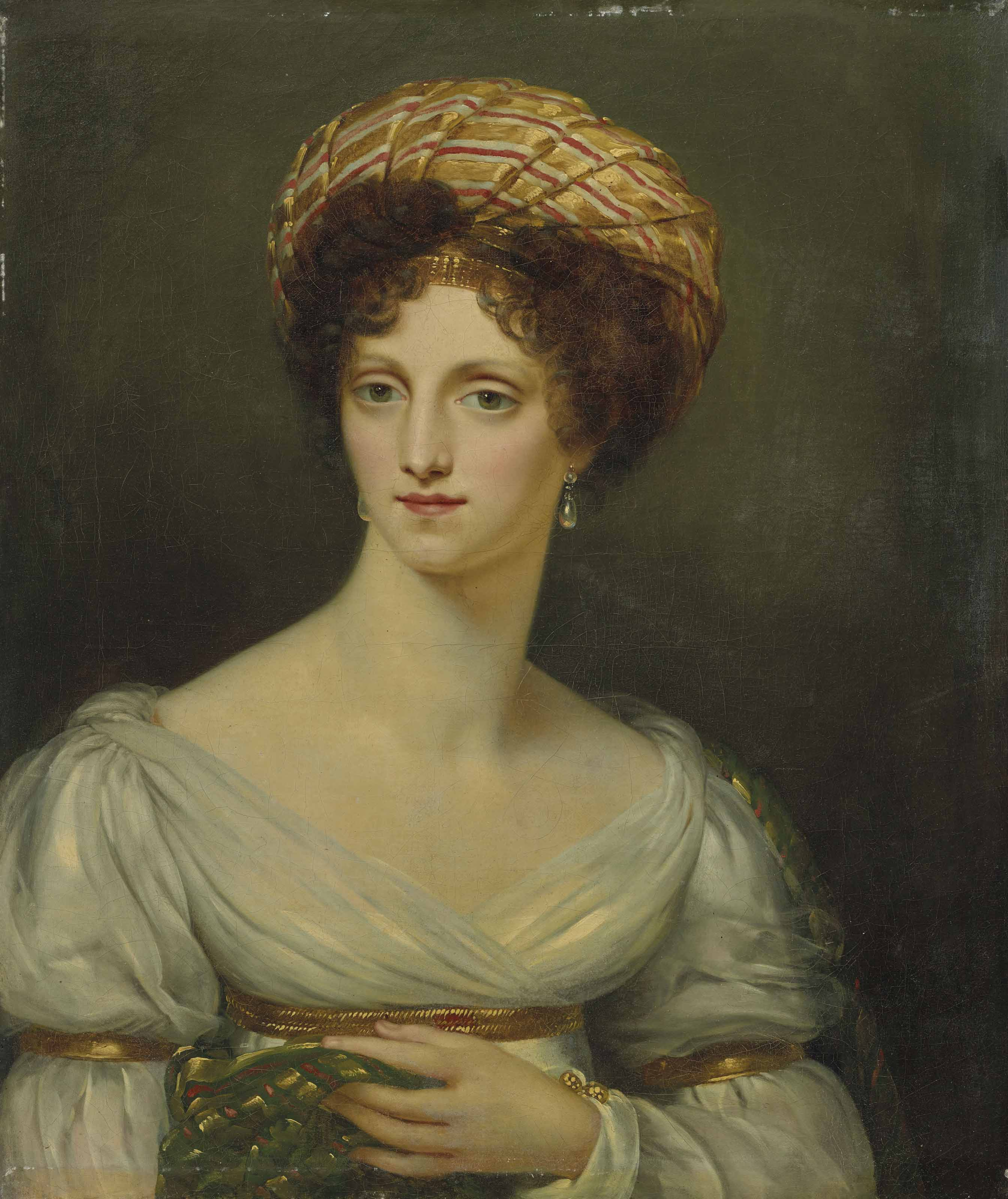
Dorothee de Courlande (1820), localisation inconnue.
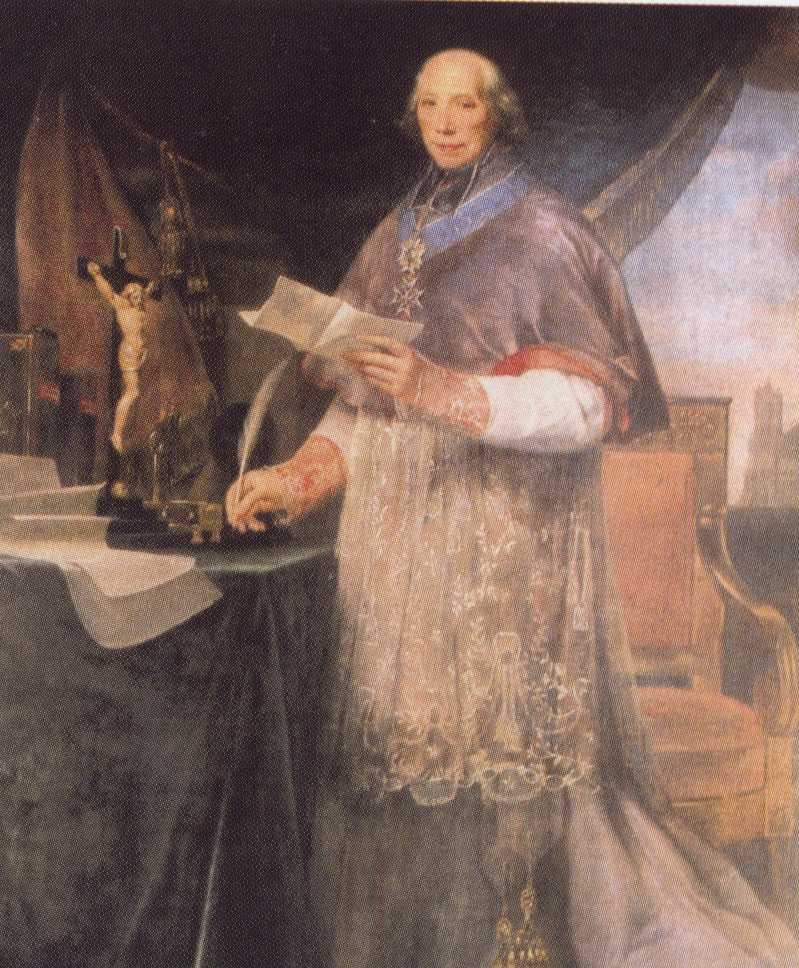
Alexandre-Angélique de Talleyrand-Périgord (1822), localisation inconnue.
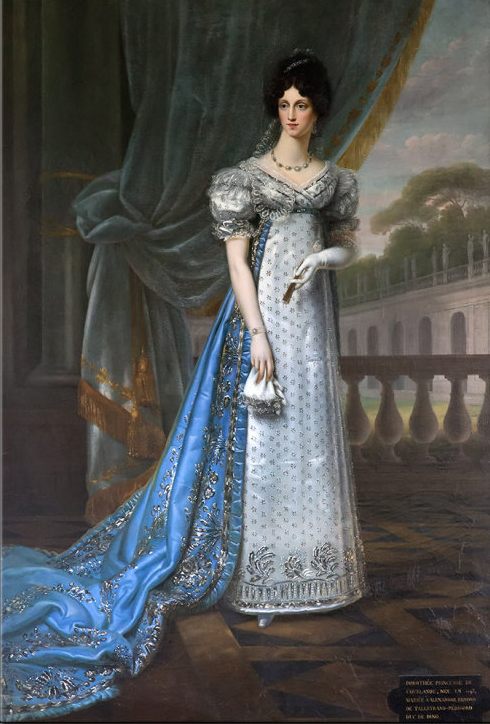
Dorothée de Courlande (vers 1830), château de Valençay.
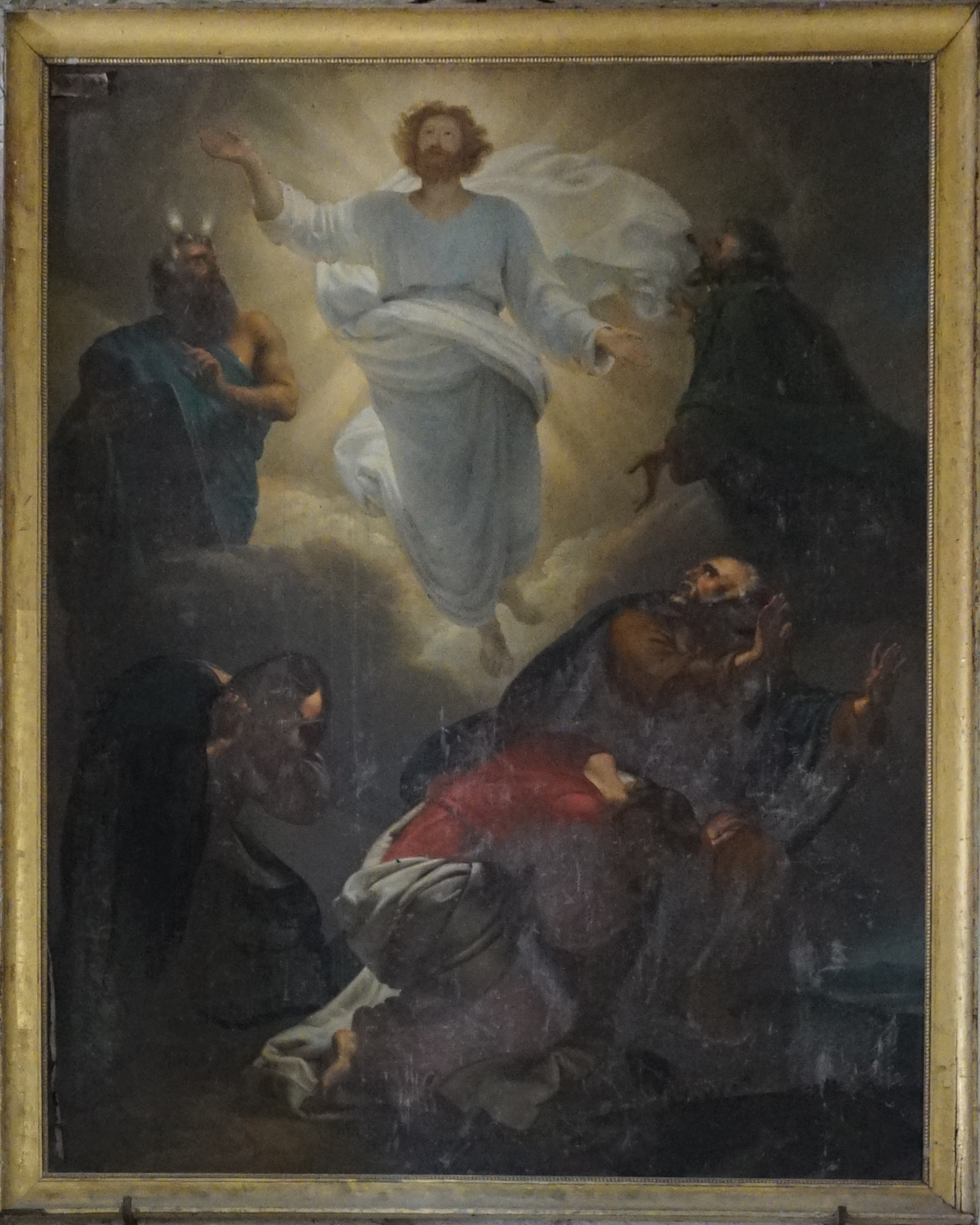
Transfiguration (1831), cathédrale Saint-Pierre-et-Saint-Paul de Troyes.
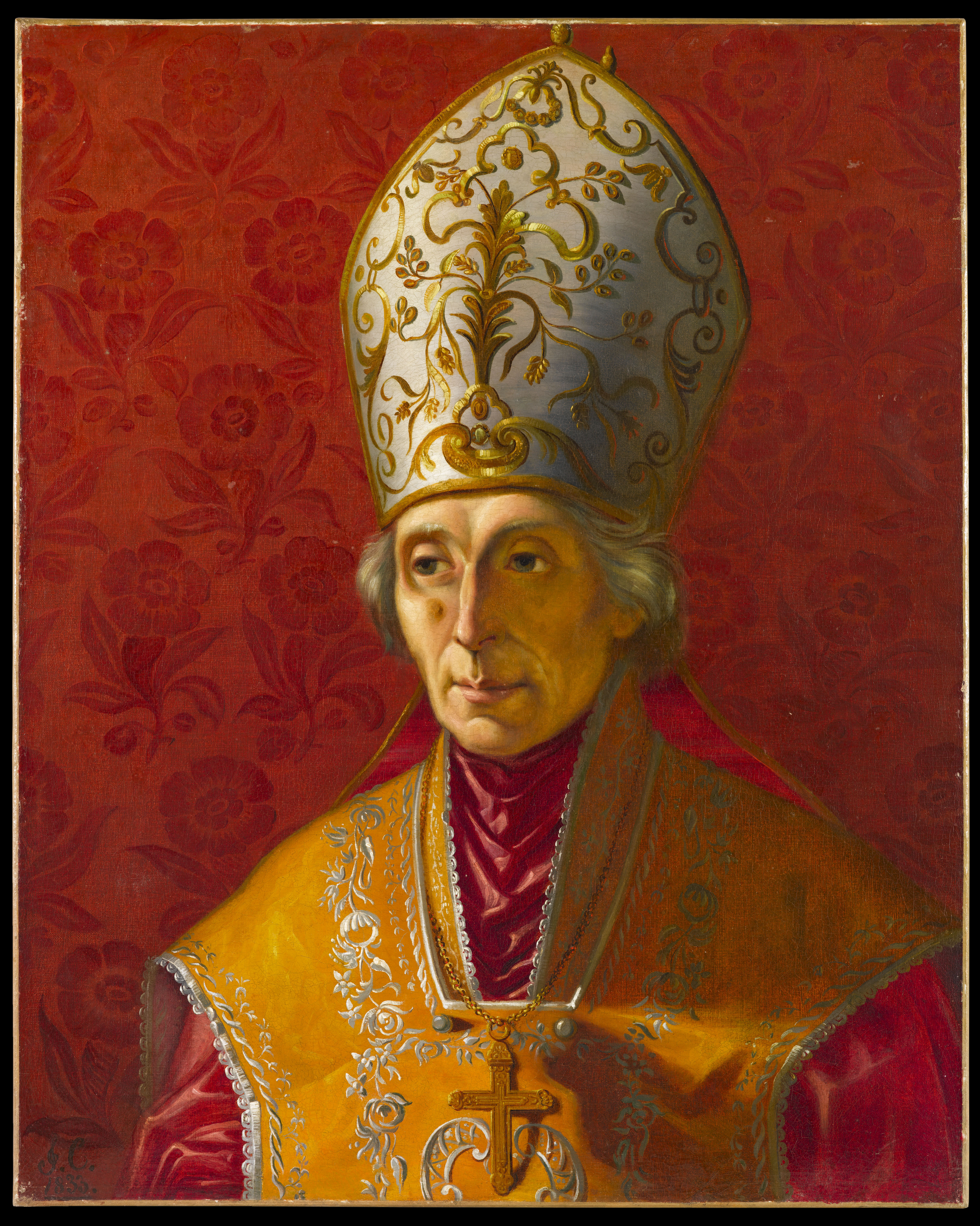
Jean-Baptiste de Latil (1833), Reims, palais du Tau.
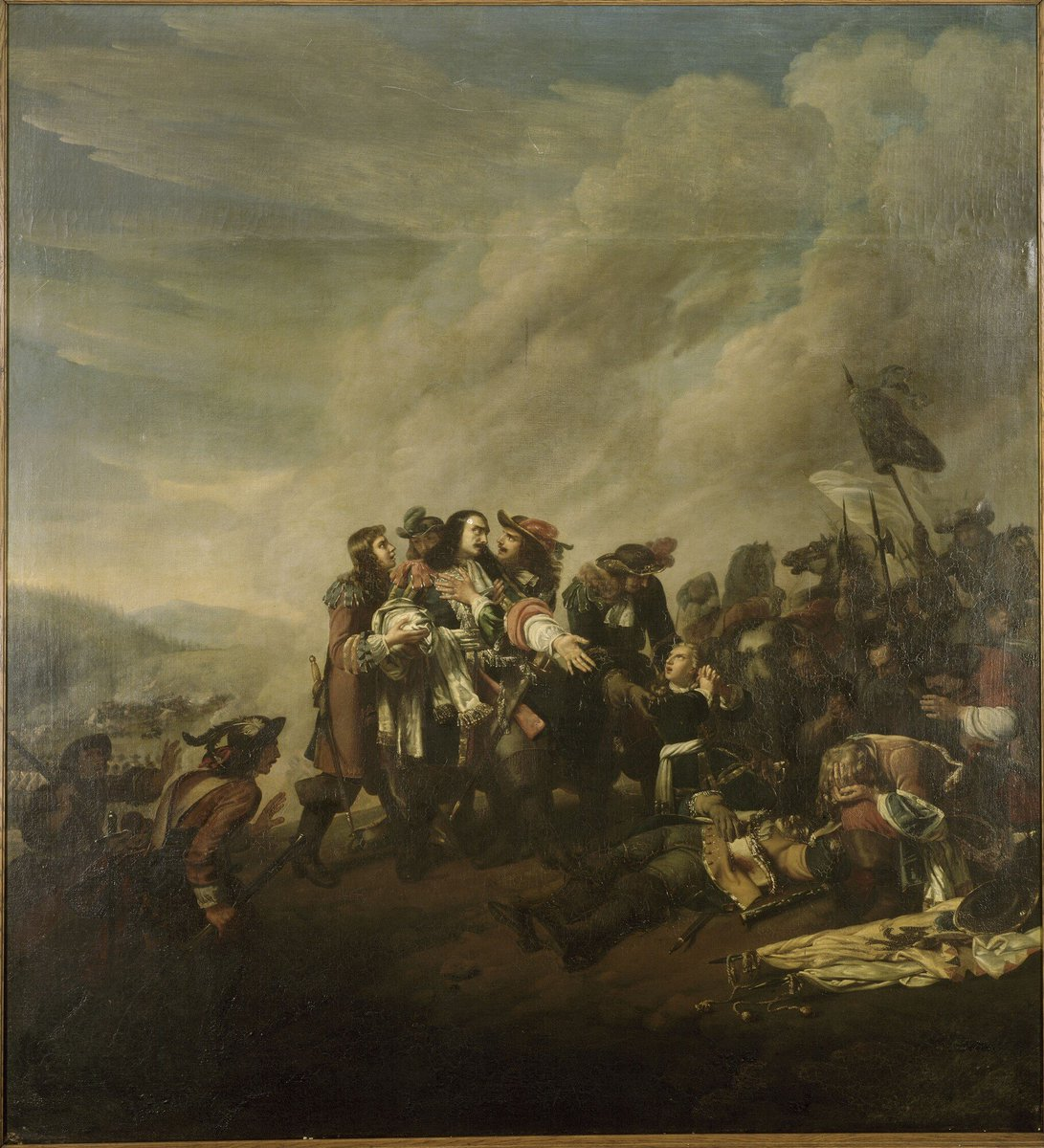
La Mort de Turenne (1844), Versailles, château de Versailles.
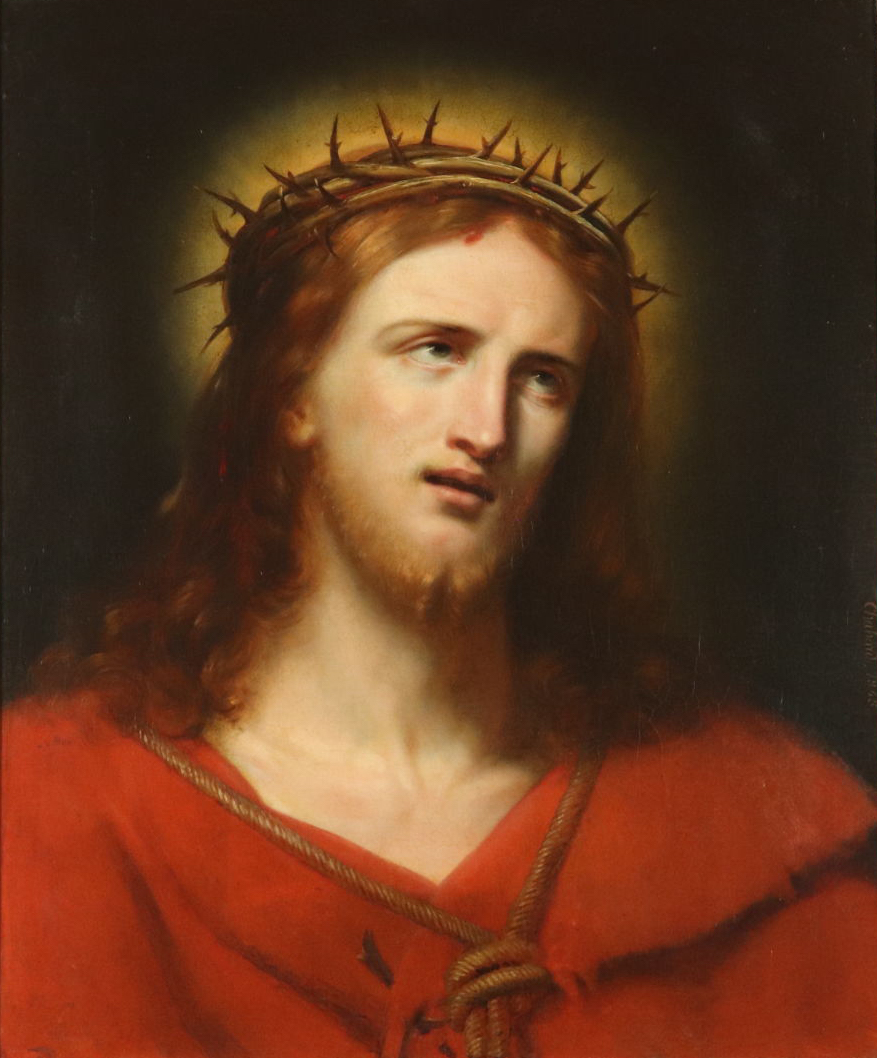
Ecce homo (1845), localisation inconnue.
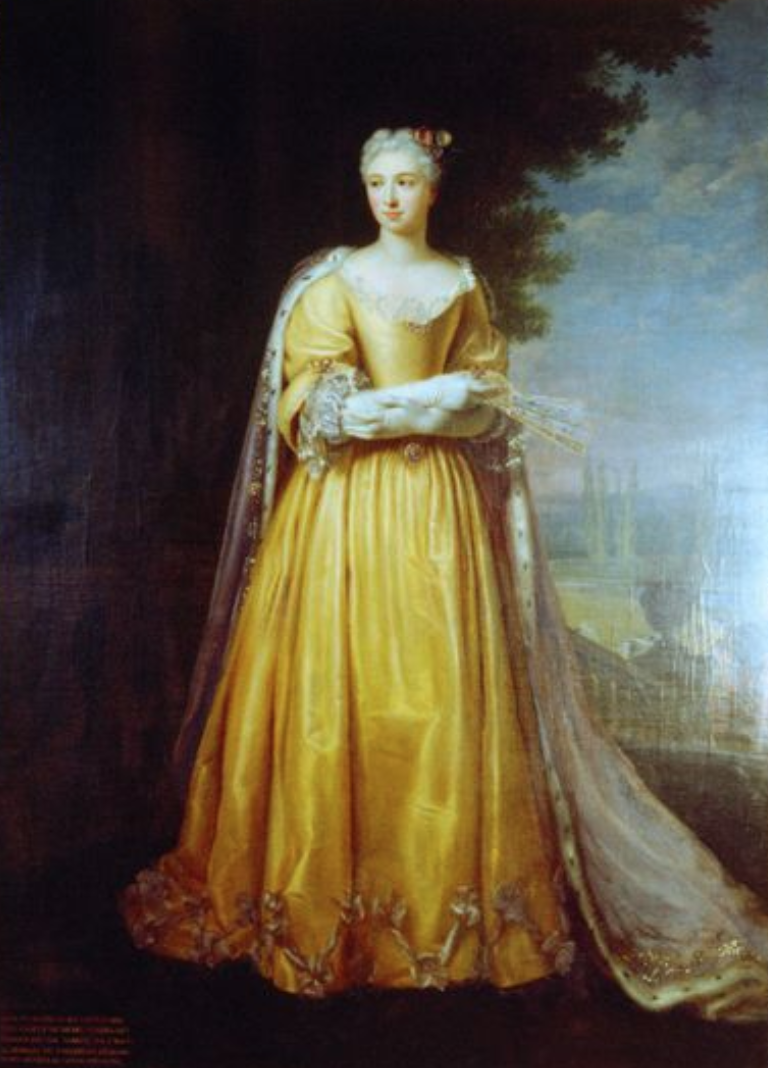
Anne-Françoise de Rochechouart, princesse de Chalais, château de Valençay.
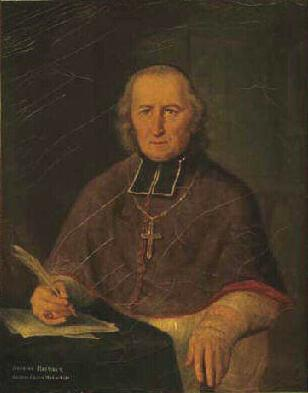
Antoine Martinet, musée des Beaux-Arts de Chambéry.
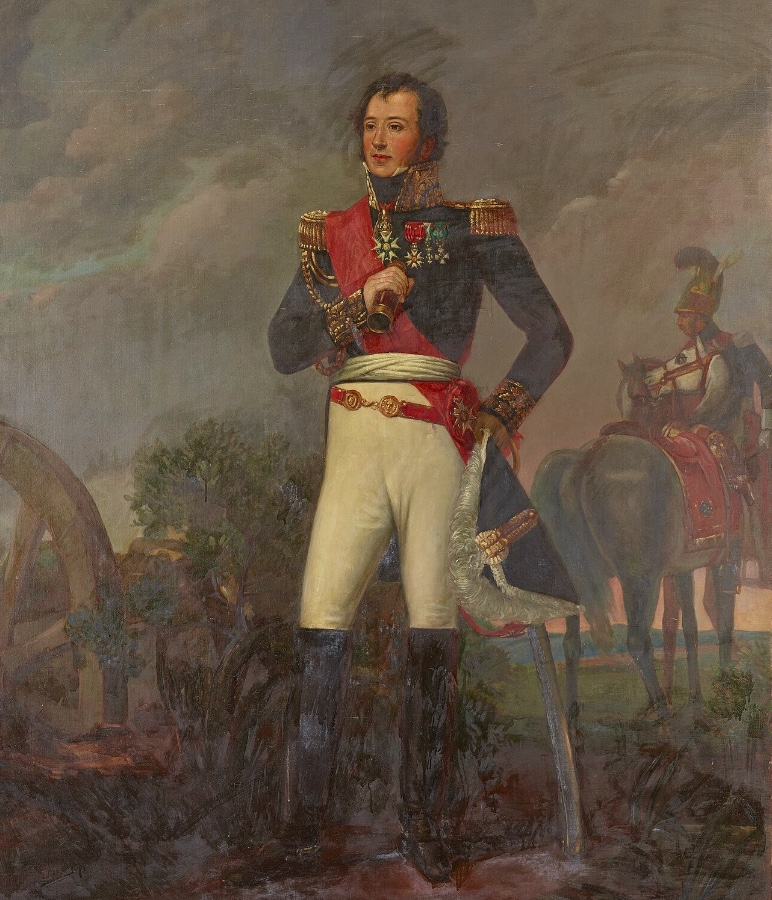
Louis-Auguste Victor de Ghaisne de Bourmont, localisation inconnue.